# ライアーズ
ライアーズ (Liars) は、アメリカ・ニューヨークのブルックリン出身のバンド。かつては2000年代のダンス・パンクシーンの担い手とされていた時期もあるが、現在ではエクスペリメンタル色の強い前衛的な音世界を作り出すクリエイティブなバンドとして知られている。

## 概要
2000年頃にロサンゼルスのカリフォルニア芸術大学にいたAngus AndrewとJulian Grossが、レコード店で働いていたAaron Hemphillと知り合い、交流が始まる。その後、ニューヨークのブルックリンに活動の拠点を置く。ポスト・パンク・リバイバル、ダンス・パンクシーンの筆頭株として頭角を現すが徐々に実験的な音楽性を強め、現在では前衛的な音世界を創出するバンドとして知られている。現在も変態的とまでいわれる非常に独特な音楽を作り続けており、音楽ファンをはじめアーティストや音楽メディアからも高い評価を受けている。

## メンバー
現メンバー 
- Angus Andrew

旧メンバー 
- Aaron Hemphill
- Julian Gross
- Pat Noecker
- Ron Albertson

## ディスコグラフィ
スタジオ・アルバム 
- 哀しみのモニュメント/ They Threw Us All in a Trench and Stuck a Monument on Top （Gern Blandsten, 2001年）
- 魔女狩りの物語  / They Were Wrong, So We Drowned （Mute Records, 2004年）
- 果てしなきドラム / Drum's Not Dead （Mute Records, 2006年）
- ライアーズ / Liars （Mute Records, 2007年）
- Sisterworld （Mute Records, 2010年）
- WIXIW （Mute Records, 2012年）
- Mess （Mute Records, 2014年）
- TFCF （Mute Records, 2017年）
- Titles with the Word Fountain （Mute Records, 2018年）